# Alexei Alexejewitsch Barannikow
Alexei Alexejewitsch Barannikow (russisch Алексей Алексеевич Баранников, wiss. Transliteration Aleksej Alekseevič Barannikov; * 13. Mai 1975 in Moskau, Sowjetunion) ist ein ehemaliger russischer Nordischer Kombinierer.

## Werdegang
Barannikow gab sein internationales Debüt in der Saison 1996/97 im Weltcup der Nordischen Kombination. Bereits bei seinem ersten Weltcup im Val di Fiemme erreichte er mit Rang zehn die Punkteränge. In der folgenden Saison gehörte er zum Kader im B-Weltcup der Nordischen Kombination, wo er mit 19 Punkten am Ende Rang 55 der Gesamtwertung erreichte. Auch zur Saison 1998/99 startete er erneut im B-Weltcup. Dabei gelang Barannikow am 10. Dezember 1998 beim Sprint in Taivalkoski der erste Sieg in dieser Serie. Auch beim folgenden Sprint in Otepää stand er als Zweiter erneut auf dem Podium. Im Februar 1999 startete er bei den Nordischen Skiweltmeisterschaften 1999 in Ramsau am Dachstein und erreichte im Einzel den 46. Platz. Die B-Weltcup-Saison 1998/99 beendete er schließlich als die beste seiner Karriere auf dem fünften Gesamtrang.
Barannikow verblieb jedoch trotz des Erfolges der Vorsaison weiterhin im B-Weltcup-Kader. Jedoch konnte er nicht mehr an den Erfolg der Vorsaison anknüpfen. Bei den Nordischen Skiweltmeisterschaften 2001 im finnischen Lahti erreichte er nach einem sechsten Rang mit Alexei Fadejew, Waleri Stoljarow und Denis Tischagin im Teamwettbewerb nur einen schwachen 50. Platz im Einzelsprint. Am 5. Januar 2002 gelang ihm beim B-Weltcup in Klingenthal der Gewinn des Team-Massenstart-Wettbewerbs, nachdem er zuvor Vierter im Sprint geworden war. Nachdem er auch im Einzel mit Platz drei eine gute Leistung erzielt hatte, reiste er mit der russischen Delegation zu den Olympischen Winterspielen 2002 in Salt Lake City. Nachdem er dort Platz 23 im Einzel erreichen konnte, belegte er mit der Mannschaft im Teamwettbewerb Platz zehn. Im Sommer 2002 startete er wenig erfolgreich im Grand Prix der Nordischen Kombination. Lediglich in Berchtesgaden erreichte er als 28. die Punkteränge. Zum Auftakt der Saison 2002/03 gelang Barannikow in Steamboat Springs mit dem dritten Platz erstmals wieder eine Podiumsplatzierung im B-Weltcup. Es blieb jedoch in der Folge die einzige Top-Platzierung des Jahres. Bei den Nordischen Skiweltmeisterschaften 2003 im Val di Fiemme startete er erstmals in beiden Einzeldisziplinen sowie im Teamwettbewerb. Nach einem 35. Platz im Einzel und Rang neun mit dem Team kam er im Sprint am Ende als 22. ins Ziel.
In der Saison 2003/04 kam Barannikow noch einmal für einige Wettbewerbe im Weltcup zum Einsatz. Dabei gelang ihm jedoch nur selten der Gewinn von Weltcup-Punkten. Am Ende stand er mit nur vier gewonnenen Punkten auf Platz 58 der Weltcup-Gesamtwertung. Daraufhin startete er im Winter 2004/05 erneut im B-Weltcup, wobei ein siebenter Platz in Lake Placid das beste Einzelresultat der Saison war. In der folgenden Saison 2005/06 startete Barannikow in Ramsau noch einmal im Weltcup, blieb aber ohne Punktgewinn. Bei seinen zweiten und letzten Olympischen Winterspielen 2006 in Turin konnte er bei den Wettbewerben in Pragelato im Einzel als 29. ins Ziel laufen. Im Sprint belegte er am Ende den 42. Platz. Für den Teamwettbewerb wurde der mittlerweile 31-Jährige nicht nominiert. Nach den Olympischen Winterspielen zog er sich von der internationalen Wettkampfbühne zurück, blieb aber auf nationaler Ebene weiterhin aktiv. 2010 kam er noch einmal in den zwischenzeitlich unter der Bezeichnung Continental Cup ausgetragenen B-Weltcup zurück, konnte aber das Rennen in Hinterzarten nicht beenden. 2011 trat er endgültig vom Leistungssport zurück.
Zwischen 2000 und 2005 sicherte sich neun nationale Meistertitel, darunter zwischen 2000 und 2005 sechs Mal in Folge mit der Mannschaft. Zudem holte er zweimal Silber im Sprint und zweimal Bronze im Einzel.

## Statistik

### Olympische Winterspiele
- 2002 Salt Lake City: 23. Einzel, 10. Team
- 2006 Turin: 29. Einzel, 42. Sprint

### Weltmeisterschaften
- 1999 Ramsau: 46. Einzel NH
- 2001 Lahti: 6. Team NH, 50. Sprint LH
- 2003 Val di Fiemme: 9. Team NH, 35. Einzel NH, 22. Sprint LH

### Weltcup-Platzierungen
| Saison  | Platz | Punkte |
| ------- | ----- | ------ |
| 1996/97 | 41.   | 181    |
| 2003/04 | 58.   | 004    |

### Grand-Prix-Platzierungen
| Saison | Platz | Punkte |
| ------ | ----- | ------ |
| 2002   | 25.   | 008    |

### B-Weltcup-Platzierungen
| Saison  | Platz | Punkte |
| ------- | ----- | ------ |
| 1997/98 | 55.   | 019    |
| 1998/99 | 05.   | 178    |
| 1999/00 | 46.   | 039    |
| 2000/01 | 27.   | 083    |
| 2001/02 | 18.   | 141    |
| 2002/03 | 14.   | 049    |
| 2003/04 | 69.   | 024    |
| 2004/05 | 45.   | 076    |
| 2005/06 | 84.   | 012    |